# 愛のむきだし
『愛のむきだし』（あいのむきだし、英題：Love Exposure）は、2009年の日本の映画。実話を基に園子温監督の23作目の作品として製作され、2008年11月の第9回東京フィルメックスの特別招待作品として上映後、2009年1月31日に東京・渋谷の渋谷ユーロスペース2他にて公開された。
第9回東京フィルメックスアニエスベー・アワード、第59回ベルリン映画祭カリガリ賞・国際批評家連盟賞受賞作。『映画芸術』2009年日本映画ベストテン第1位。

## 概要
親から与えられる愛情が完全に欠如した状態で育ち、その空虚感を埋め合わせるために変態行為、暴力、宗教などに走る若者たちの姿を描いた。20年ほど前に監督が知り合った「盗撮のプロ」の実話を基に、監督自身の体験や取材を組み込んでいる。
盗撮、パンチラ、勃起などがキーワードとして扱われるため、R-15指定がかけられている。
上映時間は237分と長く、公開終了後発売されたDVDの本編は2枚組に分けられた。

## ストーリー
クリスチャンの家庭に生まれた男子高校生の本田悠は、幼くして母親を亡くし、母の「いつかマリア様のような人を見つけなさい」という言葉を胸に、優しい神父の父・テツと2人でつつましやかな生活を送っていた。
後に、テツにカオリという愛人ができ、テツは聖職者でありながらもカオリに惑溺していく。しかしそのカオリもテツの下を去り、ショックのためかテツの性格は一変、悠に毎日「懺悔」を強要するようになる。悠は父との繋がりを失いたくないがために、様々な罪作りに励んだ。
懺悔のために毎日罪作りに励むうちに罪作りはエスカレートし、いつしか悠は女性ばかりを狙う盗撮魔となっていた。悠はテツに「変態」と罵られ、殴られたことで、これこそが愛だと確信。父への執着心を愛と感じ取る感性が、悠を盗撮のプロに仕上げていくが、ついに悠はテツから懺悔を拒否されるに至った。
そんなある日、罰ゲームで女装していた悠（通称：サソリ）は、不良少年の大群をカンフーで叩きのめしていた女子高校生の尾沢洋子と出会い、生まれて初めて恋に落ちた。また、洋子も、共に不良少年たちと戦ってくれたサソリに恋をする。
2人は初めて恋心を知った。悠は洋子を想うと勃起が止まらない。洋子もサソリを想うと胸が痛くなり、初めてオナニーを覚えた。
数日後、カオリと再会したテツは突然「神父をやめて結婚する」と悠に語るが、カオリには連れ子がいた。それが洋子だった。洋子はサソリの正体が悠だとは気付かず、悠を毛嫌いする。悠の混乱は加速度を増し、想いを押し殺すようにして盗撮を続けていた。
その頃、謎の新興宗教団体「0（ゼロ）教会」が世間を賑わせていた。教祖の側近・コイケは何を企んでか、悠とその家族に近付き始める。しまいにコイケは、洋子に自分がサソリだと思わせ、さらに悠の家族を丸ごと洗脳した。家族の不信感を払拭できず、家を出て行く悠は、洗脳された洋子の心を取り戻すべく「0教会」に戦いを挑む。

## キャスト
- 本田悠（ユウ） - 西島隆弘
- 尾沢洋子（ヨーコ） - 満島ひかり
- コイケ - 安藤サクラ
- カオリ - 渡辺真起子
- 本田テツ - 渡部篤郎
- タカヒロ - 尾上寛之
- ユウジ - 清水優
- 先輩 - 永岡佑
- クミ - 広澤草
- ケイコ - 玄覺悠子
- ユウの母 - 中村麻美
- コイケの父 - 板尾創路
- BUKKAKE社・社長 - 岩松了
- ロイドマスター - 大口広司
- 親友の神父 - 大久保鷹
- 司教 - 岡田正
- 霊感絵画の客 - 倉本美津留
- 暴走族リーダー - ジェイ・ウエスト
- 暴走族幹部 - 綾野剛
- クラブ店員 - 深水元基
- 救済会の神父 - 吹越満
- ミヤニシ - 古屋兎丸
- ヨーコの父 - 堀部圭亮
- 0教会・先生 - 宮台真司
- 百合（ヨーコの親戚） - 松岡茉優

## スタッフ
- 原案・脚本・監督 - 園子温
- エグゼクティブプロデューサー - 横濱豊行、河井信哉
- コー・エグゼクティブプロデューサー - 梅村宗宏、松岡周作
- アソシエイトプロデューサー - 諸橋裕
- プロデューサー - 梅川治男
- 音楽 - 原田智英
- ラインプロデューサー - 鈴木剛
- 撮影 - 谷川創平
- 美術 - 松塚隆史
- 照明 - 金子康博
- 録音 - 永口靖
- 編集 - 伊藤潤一
- スタイリスト - 松本智恵子
- アクションデザイン - 坂口拓
- アクション監督 - カラサワイサオ
- 特殊造形・特殊メイク - 西村喜廣、石野大雅
- 整音 - 小宮元
- VFXディレクター - 馬場革
- キャスティング - 石垣光代
- 助監督 - 森倉研弥
- 制作担当 - 戸田格
- アシスタントプロデューサー - 須藤麻衣子、千田一義
- 製作経理 - 佐藤尚子
- 企画 - オメガ・プロジェクト
- 製作協力 - アン・エンタテインメント
- 配給・宣伝 - ファントム・フィルム
- 宣伝協力 - パンドラ
- 製作プロダクション - ステューディオ スリー
- 製作 - 「愛のむきだし」フィルムパートナーズ（オメガ・プロジェクト、ステューディオ スリー）

### 音楽
- 主題歌・挿入歌 - 空洞です / ゆらゆら帝国（ソニー・ミュージックアソシエイテッドレコーズ）
- 挿入歌 - ｢美しい（Album Version）｣｢つぎの夜へ｣ / ゆらゆら帝国（ソニー・ミュージックアソシエイテッドレコーズ）
- 挿入曲 - ｢灯火｣｢Free Dee｣｢Theme of Sante Marta｣｢Free Dee / Dicky Curve & Right Chan Mix｣ / 原田智英

## 封切り
- 上映時間が237分と長いことが話題となった。この長さが理由で、劇場探しが困難となってしまった。
  - 劇場によってはインターミッション（途中休憩）を挟む二部構成となる。同年に公開された『沈まぬ太陽』と同様に、邦画の新作映画でインターミッションを挟むのは近年では稀である。
- 各劇場で映画料金は異なり、舞台挨拶が行われた渋谷のユーロスペースでは一般料金が2,500円に設定された。
- メイン劇場であるユーロスペースでの舞台挨拶は初回上映・2便上映・3便上映の全てで行われたが、3便上映時の舞台挨拶では監督の園子温が急用のため、出演をキャンセルし、満島ひかりと渡辺真起子のみ出演した。監督が舞台挨拶に出演しないのは異例であるが、その代わりにビデオ出演によって挨拶を行った。

## 作品の評価
本作は新興宗教が関係するほか、戦闘での流血シーンが非常に多い。加えて237分という長時間上映であるため、気分を害する観客も多かった。

## 表彰状況
2008年の第9回東京フィルメックスにおいて、観客の投票によって選出される「アニエスベー・アワード」を受賞。
2009年の第59回ベルリン映画祭に出品され、「カリガリ賞」「国際批評家連盟賞」を受賞。
第83回キネマ旬報ベスト・テンにおいて、西島隆弘が「新人男優賞」、満島ひかりが「助演女優賞」をそれぞれ受賞。「日本映画ベスト・テン」第4位に入選。
第64回毎日映画コンクールにおいて、園子温が「監督賞」、西島隆弘と満島ひかりが「スポニチグランプリ新人賞」をそれぞれ受賞。
『映画芸術』誌上の批評家による2009年度「日本映画ベストテン」第1位に入選。

## 映画祭への出品

### 第9回東京フィルメックス
2008年11月22日 - 11月29日に開催。
特別招待作品に選ばれ、11月29日に上映された。その際に舞台挨拶が東京・有楽町朝日ホールにて園子温、西島隆弘、満島ひかり、安藤サクラ、渡辺真起子の登壇によって行われ、上映後も監督による質疑応答が行われた。中には興奮して園に「大好きです。」と告白する者も見られ、その様子がオフィシャルサイトで見ることができる。他に、宮台真司と園のトークイベントや舞台挨拶の様子も見ることができる。
観客の投票によって選出される「アニエスベー・アワード」を受賞した。

### 第59回ベルリン映画祭
2009年2月5日 - 2月15日に開催。
フォーラム部門ディレクターのクリストフ・テルヘヒテが「選考委員の他のメンバーも私と同じように、この映画に感動し、興奮した。約4時間という長さを全く感じさせず、独創的で秀逸な映画。ぜひベルリン映画祭でヨーロピアンプレミア上映したい。園子温監督にもゲストとして来て欲しい。」とコメントを残し、通常ベルリン映画祭への出品作は年末から年明けにかけて決まる中、12月上旬という異例の早さで出品オファーが届き一番乗りで出品が決まった。
出品が決まった際に、園は「またベルリンに降り立つことができて、大変うれしい。上映時間4時間だが、体感時間は一瞬。」、西島は「初映画に初出演でベルリン国際映画祭で上映されることは非常に嬉しい。海外の方々にこの作品を見て何か感じて欲しい。ぜひ楽しんでいただきたい。」、満島は「ベルリンへの参加を心から誇りに思う。より多くの方に観てもらえることが最高にうれしい。」とコメントした。
若手監督の登竜門であるフォーラム部門で上映され、「カリガリ賞」を受賞。もう一つ、外部組織の中でも権威ある賞「国際批評家連盟賞」を受賞した。受賞が決まった際、園は「ベルリン映画祭でのこのような賞を受賞するのは夢だったので本当にうれしい。」、西島は「海外で評価されて光栄。賞が2つとは夢のよう。次回は役者としても技量を評価されるように励み、園監督らに恩返ししたい。」とコメントした。

## 関連商品
- 小説「愛のむきだし」 - 著:園子温、2008年12月10日発売(小学館) (ISBN 978-4-09-386241-7)
  - 愛のむきだし（著:園子温、2012年1月7日発売、小学館文庫、ISBN 978-4-09-408680-5）
- 愛のむきだし DVD（3枚組、2009年7月24日発売、発売・販売元はアミューズソフトエンタテインメント ASBY-4418、初回限定仕様：ASBY-4418X）
- 愛のむきだし ブルーレイ（1枚組、2012年7月6日発売、発売・販売元はアミューズソフトエンタテインメント ASBD-1051）